# Pseudochalcothea nagaii
Pseudochalcothea nagaii är en skalbaggsart som beskrevs av Sakai 1993. Pseudochalcothea nagaii ingår i släktet Pseudochalcothea och familjen Cetoniidae. Inga underarter finns listade i Catalogue of Life.